# Onze-Lieve-Vrouw-Geboorte en Sint-Philippuskerk

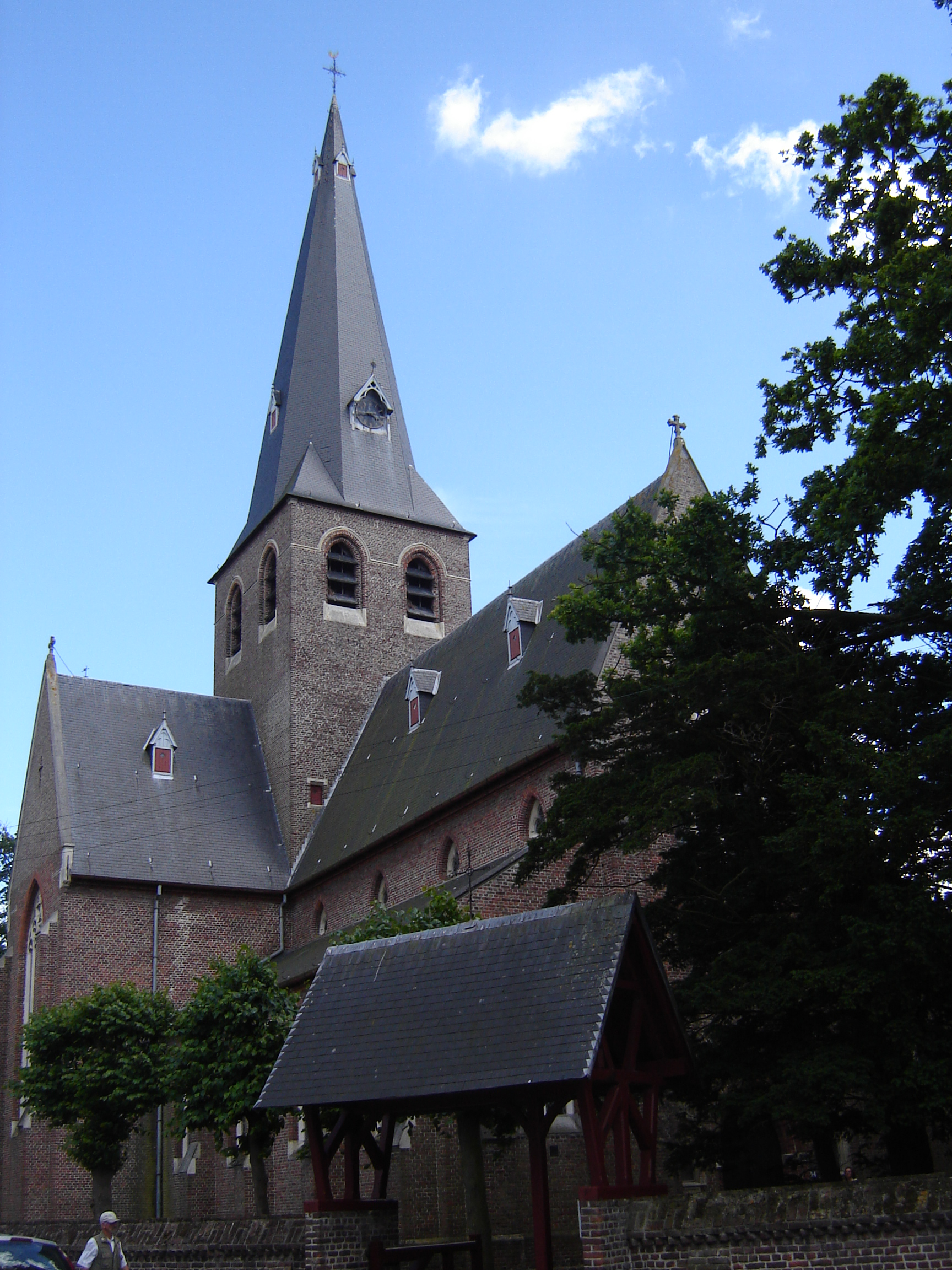
Onze-Lieve-Vrouw-Geboortekerk

De Onze-Lieve-Vrouw-Geboorte en Sint-Philippuskerk is de parochiekerk van de tot de West-Vlaamse gemeente Damme behorende plaats Vivenkapelle, gelegen aan Bradericplein 16B.

## Geschiedenis
De geschiedenis van de kapel die aan deze kerk voorafging staat beschreven in de geschiedenis van Vivenkapelle. Uiteindelijk werd deze kapel, in gebruik als schuur, in 1827 gekocht door Philippe Verhulst en terugbestemd voor de eredienst. Een 17e-eeuws Mariabeeld, vroeger doel van bedevaarten, werd teruggeplaatst. Dit beeld was, toen de kapel door de Fransgezinden in 1797 geplunderd werd, bij de inwoners van Vivenkapelle terechtgekomen. Er mocht aanvankelijk op de feestdag van Onze-Lieve-Vrouw-Geboorte een Mis worden opgedragen. In 1858 werd de kapel tot proosdij verheven, afhankelijk van de parochie van Sint-Kruis.
Naar ontwerp van Jean-Baptiste de Béthune werd uiteindelijk een kerk gebouwd, waarin de oude 14e-eeuwse kapel werd geïntegreerd, en wel als zuidkoor. Het barokinterieur werd daarbij door een neogotisch interieur vervangen. De kerk werd gebouwd van 1861-1864, in 1867 werd ze ingezegend en in 1877 was de kerk ook volledig gemeubileerd in neogotische stijl. Tal van kunstenaars werkten aan de aankleding van de kerk. In 1885 werd de kerk van Vivenkapelle verheven tot parochiekerk.

## Gebouw
Het betreft een neogotische driebeukige bakstenen kruiskerk met vieringtoren met de kapel als zuidkoor, gewijd aan Onze-Lieve-Vrouw, en het noordelijk zijkoor gewijd aan Sint-Philippus (naar Philippe Verhulst). De kerk bevindt zich in een vierkante tuin, waarin een zevental kapelletjes (De Smarten van Maria) en een Calvarieberg is opgenomen. De kerk heeft een neogotisch interieur en is voorzien van muurschilderingen.
De kerk is een voorbeeld van de neogotische filosofie. In 1975 werd de kerk geklasseerd als monument en in 1980 werden ook de overige neogotische gebouwen van het ensemble (kloosters, pastorie) als zodanig geklasseerd.